# San José del Puerto
San José del Puerto är en ort i Mexiko.   Den ligger i kommunen Uruapan och delstaten Michoacán de Ocampo, i den södra delen av landet, 300 km väster om huvudstaden Mexico City. San José del Puerto ligger 1 604 meter över havet och antalet invånare är 195.
Terrängen runt San José del Puerto är kuperad. Runt San José del Puerto är det ganska tätbefolkat, med 75 invånare per kvadratkilometer. Närmaste större samhälle är Uruapan, 5,7 km nordväst om San José del Puerto. I omgivningarna runt San José del Puerto växer huvudsakligen savannskog.